# Орбитрэп
Орбитрэ́п или орбитрап (англ. Orbitrap, орбитальная ионная ловушка) — специальная ионная ловушка, использующая принципиально новую концепцию масс-анализа, реализованную только в 2000-х годах.

## Принцип работы
Отличие от других видов ионных ловушек заключается в наличии центрального электрода специальной формы, к которому приложен отрицательный потенциал, а также отсутствие магнитных полей (как в МС с двойной фокусировкой и ионно-циклотронного резонанса) и радиочастот (как в квадруполе или квадрупольных ионных ловушках).

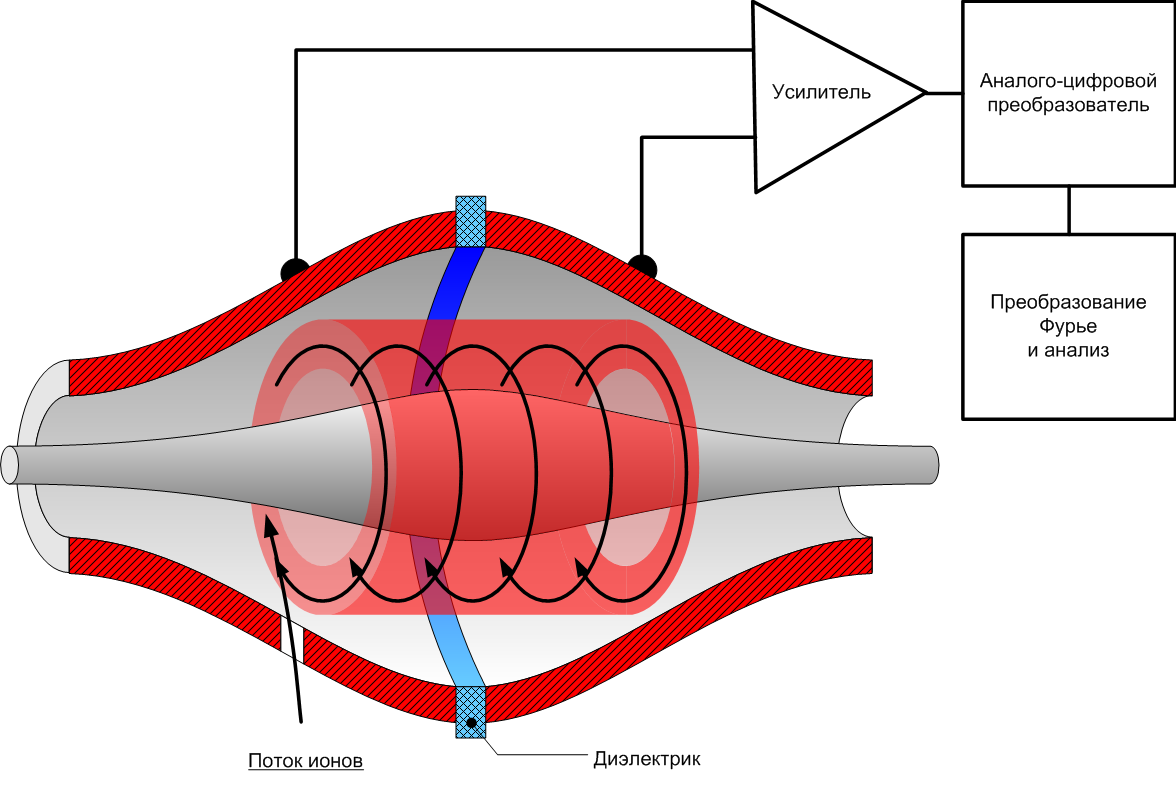

В основе метода лежит симметричное статическое электрическое поле между внешним и внутренним электродами.
Ионы вводятся с относительно высокой скоростью перпендикулярно центральному электроду и начинают осциллировать вокруг него с постоянной траекторией. Частота осциллирования может быть в принципе использования для регулирования отношения массы к заряду циркулирующих ионов. Хотя радиальная и угловая частоты зависят от m/z, гармоническая осцилляция ионов вдоль оси электрода не зависит от этих частот. При изменении напряжения на электроде ионы с конкретным значением m/z выбрасываются из ионной ловушки и детектируются электронным умножителем, либо регистрируется их масс-спектр.
Ионы также осциллируют в направлении оси z подобно ион-циклотронному резонансу. В отличие от последнего для Орбитрэп не нужно детектировать ионы в z направлении.
Соответственно существуют два типа масс-анализа:
а) режим Фурье-преобразования — поток ионов индуцируется по направлению к внешнему электроду (перпендикулярно центральному электроду). Ионы детектируются по наведённому изображению тока на внешних электродах (как в МС ионно-циклотронного резонанса), с помощью Фурье-преобразования выделяются частоты, соответствующие разным m/z, и конвертируются в масс-спектр.
б) режим масс-селективной нестабильности: посредством приложенного напряжения ионы движутся вдоль оси центрального электрода. При этом детектируются только ионы с конкретным отношением массы к заряду.
В российском варианте этот метод называется также «Орбитальная ионная ловушка».

## История
Теория этого масс-анализатора разработана группой сотрудников СПбГПУ Радиофизического факультета под руководством проф. Юрия Константиновича Голикова, а техническая реализация прибора осуществлена российским физиком Александром Макаровым, работающим в Германии, в Бремене, в компании Thermo Fisher Scientific. Приборы с орбитрэп доступны для коммерческого использования с 2005 года.

## Преимущества метода
- высокое разрешение — до 1 000 000 FWHM[1][2] (благодаря точности установки и стабильности электрического поля).
- совместимость с непрерывными методами разделения
- Диапазон определяемых масс до 50 000
- Высокая точность : 1-2ppm
- Недеструктивное определение ионов
- Возможность тандемной масс-спектрометрии
- Высокая ёмкость ионов => больше точность измерения, шире динамический диапазон и диапазон m/z

## Недостатки метода
- Необходимость поддержания очень низкого давления 10-10 Торр
- Максимально стабильное электропитание